# Bismutostibiconite
La bismutostibiconite è un minerale descritto nel 1983 da Kurt Walenta. In seguito la specie è stata invalidata dall'IMA perché l'analisi chimica condotta non è adeguata e probabilmente si tratta di bismutoroméite.